# Maria Kulle
Maria Kulle, all'anagrafe Hulda Charlotte Maria Hill (Konga, 26 aprile 1960), è un'attrice svedese, figlia dell'attore Jarl Kulle e di Louise Hermelin.

## Biografia
Maria Kulle ha studiato presso il Teatro delle Accademie di Malmö tra il 1985 e il 1988. Dopo la laurea, è stata impegnata presso il Teatro Comunale di Malmö, poi si è trasferita a Stoccolma, sempre per opere teatrali. Attualmente vive ad Helsingborg e lavora in un cinema locale. Fu ricompensata con un Emmy Award, nel 2001, con la quinta medaglia per ordine di merito (marrone sfumato).

## Vita privata
È stata sposata con l'attore Lars-Erik Berenett.

## Filmografia
- 1989 - Fallgropen
- 1998 - La vedova tatuata
- 1999 - Ivar Kreuger
- 2001 - Deadline
- 2004 - Four Shades of Brown
- 2005 - Kim Novak badade aldrig i Genesarets sjö
- 2006 - Wallander - Täckmanteln
- 2007 - Allt om min buske
- 2007 - Gynekologen i Askim
- 2008 - Maria Larssons eviga ögonblick
- 2011 - The seer of the library
- 2012 - I dodici sospetti film della serie Annika Bengtzon, crime reporter
- 2015 - The Bridge, terza stagione

## Riconoscimenti
- 2005 - Guldbagge
  - Miglior attrice per Fyra nyanser av brunt